# Katagogion
Katagogion (altgriechisch καταγώγιον, auch Katagogeion καταγωγεῖον, von κατάγω katago „einkehren“) bezeichnet in der griechischen Antike ein Wirtshaus, Gasthaus oder eine Herberge.
Bekannt ist
- das Leonidaion in Olympia, eine große und gut erhaltene antike Hotelanlage, und
- das Katagogeion in Epidauros, das größte Gebäude der Stadt, das als Herberge des Asklepiosheiligtums wohl eher eine Art Kurhotel war. Neueren Forschungen zufolge hieß das Gebäude im 4. Jh. v. Chr. Epi Kynos Skanamata.

Die Deutung und Klassifizierung archäologischer Befunde als Katagogion ist natürlicherweise schwierig. Beispielsweise wird das sogenannte „Katagogeion“ in Kassope heute als Marktbau interpretiert.